# Anika
Anika je žensko osebno ime.

## Izvor imena
Ime Anika je različica ženskega osebnega imena Ana.

## Pogostost imena
Po podatkih Statističnega urada Republike Slovenije je bilo na dan 31. decembra 2007 v Sloveniji število ženskih oseb z imenom Anika: 174.

## Osebni praznik
Osebe z imenom Anika godujejo takrat kot osebe z imeno Ana.